# مستشفى الملك خالد التخصصي للعيون
مستشفى الملك خالد التخصصي للعيون و مركز الأبحاث ، هو مؤسسة مستقلة ذات طبيعة خاصة غير هادفة للربح يقع في مدينة الرياض بالمملكة العربية السعودية تأسس عام 1983م، يقدم المستشفى خدمات الرعاية الصحية الخاصة بطب العيون للمرضى والمراجعين من جميع الأعمار،  في عام 2020 بلغ عدد المرضى المراجعين للعيادات الخارجية أكثر من 214324 مريضاً كما بلغ عدد المرضى المراجعين لقسم الطوارئ 14473 مريضاً، وتم إجراء 30662 عملية جراحية.

## تاريخ
حين لاحظ الملك خالد بن عبد العزيز آل سعود الصعوبات التي كان المواطنون السعوديون يواجهونها أثناء سفرهم للخارج لتلقي العلاج الطبي والجراحي لأمراض العيون، أدرك حاجة بلاده لوجود مركز طبي متكامل للعلاج والأبحاث متخصص في طب العيون، ومن هنا بزغت في نفسه فكرة إنشاء مستشفى للعيون في الرياض.
أصدر الملك خالد بن عبد العزيز آل سعود مرسوما ملكياً عام 1979 أمر فيه ببناء مستشفى للعيون تحت مسمى مستشفى الملك خالد التخصصي للعيون، وفي سبيل تنفيذ هذا المرسوم خصصت الحكومة السعودية آنذاك أرضاً فضاء مساحتها 2.5 كلم² تحديداً على الحدود الشمالية الغربية لمدينة الرياض، بغرض إنشاء هذا المشروع عليها.
تم الانتهاء من إنشاء المرحلة الأولى من البناء في يونيو من العام 1981، بينما المرحلة الثانية كانت في ديسمبر 1982، وتم الانتهاء من إنشاء المستشفى وإقامة مسجد وفلل سكنية وصل عددها حينذاك إلى 22، بالإضافة إلى عدد من المباني السكنية، ومركز خدمات المجمع السكني وساحات التنس، والملعب، والمرافق الرياضية، والاجتماعية.
توفى الملك خالد بن عبد العزيز آل سعود قبل انتهاء بناء المستشفى، لذلك تم افتتاحها رسمياً في نوفمبر من عام 1983 من قبل الملك فهد بن عبد العزيز آل سعود.
في 30 نوفمبر 2024، صدر أمر ملكي كريم بالموافقة على النظام الأساس لـ مستشفى الملك خالد التخصصي للعيون ومركز الأبحاث، وتحويله إلى مؤسسة مستقلة ذات طبيعة خاصة غير هادفة للربح تحت مظلة الهيئة الملكية لمدينة الرياض.

## إحصائيات حول المؤسسة
وفقاً لإحصائيات عام 2020؛ فإن عدد العاملين في مستشفى الملك خالد التخصصي للعيون بلغ أكثر من 1200 موظفًا كما يضم مستشفى الملك خالد التخصصي للعيون كادرا طبيا متكامل، حيث يبلغ عدد الممرضين والممرضات نحو 277، فيما عدد الأطباء يصل إلى نحو 108 طبيباً. أما أسرة التنويم في المستشفى فقد وصلت إلى نحو 250 سرير.
وبلغ عدد المرضى المراجعين للعيادات الخارجية أكثر من 214324 مريضاً كما بلغ عدد المرضى المراجعين لقسم الطوارئ 14473 مريضاً، وتم إجراء 30662 عملية جراحية 

## الإعتمادات والشهادات
حصل مستشفى الملك خالد التخصصي للعيون على عديد من الاعتمادات وشهادات الجودة منها:
1. اعتماد اللجنة المشتركة للاعتمادات الدولية (Joint Commission International-JCIA)   للمرة السابعة في عام 2020 منذ أول اعتماد له عام 2001.  وتعتبر هذه اللجنة جهة مستقلة حيادية معترف بها عالمياً تعمل على توفير وقياس معايير الجودة في خدمات المستشفيات المحددة من قبل مجلس إدارة دولي.
2. معتمد منذ عام 2018 من قبل المركز السعودي لاعتماد المنشآت الصحية (Saudi Central Board of Accreditation of Healthcare Institutions-CBAHI). وهي الجهة الرسمية المخولة لمنح شهادات الاعتماد لجميع منشآت الرعاية الصحية العاملة في القطاعين العام والخاص بالمملكة العربية السعودية.
3. حصل على اعتماد جمعية نظم المعلومات والإدارة للرعاية الصحية بالمستوى السابع- HIMSS stage 7 للمرة الثانية في عام 2020 وكان أول اعتماد في عام 2016 كأول مستشفى حاصل على هذا الاعتماد على مستوى الشرق الأوسط وواحد من أصل تسع مستشفيات فقط خارج أمريكا الشمالية، وقد حقق مستشفى الملك خالد التخصصي للعيون هذا المستوى المتقدم بعد تلبية كافة المتطلبات والشروط للفئات الخاصة بالمستوى السابع والمتمثلة في تطبيق واستخدام تكنولوجيا المعلومات السريرية.
4. حاصل على اعتماد شبكة المستشفيات الدولية لتعزيز الصحة (The International Network of Health Promoting Hospitals and Health Services-HPH)
5. حاصل على العديد من العضويات الدولية منها: عضوية الرابطة العالمية لمستشفيات العيون، وأيضا عضوية حصرية من الجمعية الأمريكية لمراكز التميز للعيون والأذن. (American Association of Eye & Ear Centers of Excellence – AAEEC)
6. حصل في عام 2019 على الاعتماد المؤسسي من الهيئة السعودية للتخصصات الصحية (Institutional Accreditation from Saudi Commission for Health Specialties).
7. حاصل على شهادة اجتياز التقييم الشامل لمعايير الجودة والسلامة (Essential Safety Requirement- ESR) في عام 2018 من قبل المركز السعودي للمنشآت الصحية CBAHI سباهي، لالتزامه بمعايير الجودة والسلامة وتوفير أقصى درجات الرعاية الطبية التي وضعها المركز السعودي لاعتماد المنشآت الصحية.
8. حاصل على اعتماد برنامج الأطباء المقيمين من مجلس اعتماد التعليم الدولي الطبي الأمريكي.
9. حاصل على اعتمــاد المستشــفى كأول منشــأة صحيــة تعتمــد كمركــز تدريبــي لشــهادة تقنيـة المعلومـات من قبل مركز CIT) (Center of Information Technology-
10. حاصل على اعتماد مواصفات نظام إدارة جودة التدريب «الأيزو 10015» في عام 2020
11. حاصل على اعتماد نظام تحليل المخاطر ونقاط التحكم الحرجة (Hazard Analysis and Critical Control Points – HACCP)[4]

## رعاية المرضى
يقدم مستشفى الملك خالد التخصصي للعيون رعاية طبية تخصصية للحالات التي يصعب علاجها في المستشفيات الأخرى في مجال أمراض العيون حيث يتم قبول الحالات التي تنطبق عليها شروط القبول في المستشفى.
يتم تقييم حالات المرضى المحالين بتقارير طبية من المستشفيات أو الهيئات الطبية العامة واللجان الأخرى حسب أهليتهم للرعاية التخصصية. وفي حالة عدم أهلية المرضى للرعاية التخصصية، فسوف يتم توجيههم لأحد المرافق الصحية الحكومية الأخرى لتلقي الرعاية الطبية المناسبة.

## التعليم والتطوير
حرص مستشفى الملك خالد التخصصي للعيون على الالتزام تجاه تطوير موظفيه وتدريبهم وفقاً للأنظمة والإرشادات المعمول بها عالمياً فقد حصل على شهادة الأيزو الخاصة بجودة التدريب وتطوير كفاءات الموظفين آيزو 10015.

### مراكز التعلم

#### مركز معتمد لجمعية القلب السعودية
يعتبر مستشفى الملك خالد التخصصي للعيون أحد مراكز التدريب المعتمدة من جمعية القلب السعودية كمركز تدريب للإنعاش القلبي الرئوي، ويتم تدريب الموظفين ومنحهم شهادة منقذ الإنعاش القلبي الرئوي كل سنتين ويفتح المركز باب التسجيل للمستفيدين من خارج المستشفى برسوم تدريب مقررة مسبقاً.
حيث يقدم الدورات المعتمدة للإنعاش القلبي الرئوي والإسعافات الأولية لمقدمي الخدمة الصحية من داخل المستشفى وخارجها.

#### مركز معتمد لشهادة مهارات تقنية المعلومات CIT
تعتبر أول منشأة صحية تُعتمد كمركز تدريبي لاختبار شهادة مهارات تقنية المعلومات والتي تهدف إلى رفع مستوى قدرة الموظفين على استخدام الحاسب الآلي في مجال العمل.
حيث أنها معيار وطني معتمد محلياً من المؤسسة العامة للتدريب التقني والمهني كأول شهادة احترافية وطنية بديلة لشهادة كامبردج الدولية في مهارات تقنية المعلومات، ومعتمدة دولياً من هيئة المؤهلات الإسكتلندية (SQA). ومدعومة كلياً من صندوق تنمية الموارد البشرية «هدف». 
والشهادة تثبت أن الحاصل عليها مؤهل في مجال إتقان مهارات تقنية المعلومات الأساسية ويحتوي البرنامج على المفاهيم الأساسية في استخدامات تقنية المعلومات وتطبيقاتها العملية في مواقع العمل والتحصيل العلمي.

### البرامج التخصصية

#### دبلوم مساعدي أطباء العيون
تم تأسيس هذا البرنامج في السنوات الأولى من افتتاح المستشفى، حيث ساهم في تخريج عدد كبير من مساعدي أطباء العيون الذين عملوا في العيادات الخارجية للمستشفى فضلاً عن المستشفيات الأخرى. يقوم البرنامج بإعداد كادر سعودي من الفنيين يمتازون بنفس كفاءة الفنيين الأجانب التقنية إضافة لقدرتهم على التواصل مع المرضى بشكل أفضل ذلك بسبب عامل اللغة واللهجة، تم ترقية البرنامج مؤخراً ليصبح دبلوماً معتمداً مدته سنتان ونصف.

#### دبلوم فني طب العيون
برنامج تدريبي، مدته سنتين ونصف، معتمد من الهيئة السعودية للتخصصات الصحية، يستهدف حاملي شهادة الثانوية العامة/ القسم العلمي وعند اجتياز البرنامج يصنف المتدرب كفني طب عيون.

#### برنامج المساعدين الإكلينيكيين
تم تأسيس هذا البرنامج في السنوات الأولى من افتتاح المستشفى، وهو برنامج تدريبي، يٌقدم لمدة ستة أشهر ويهدف إلى تأهيل المتدربين من منسوبي المستشفى والقطاعات الصحية المختلفة بالمملكة للعمل كمساعدين لأطباء العيون.  حيث يتم فيه تدريب الكوادر البشرية للعمل كمساعدين إكلينيكيين في عيادات العيون. ووضِعَت خطة منهجية للتدريب النظري بناءً على المعايير العالمية والمعتمدة من كلا من الأكاديمية الأمريكية لأطباء العيون (AAO) والهيئة الأمريكية المشتركة للعاملين في التخصصات الصحية المساندة في طب العيون (JCAHPO) حيث ساهم في تخريج عدد كبير من مساعدي أطباء العيون الذين عملوا في العيادات الخارجية للمستشفى فضلاً عن المستشفيات الأخرى.

#### برنامج أساسيات طب العيون
يحتوي البرنامج على سلسلة محاضرات مبسطة عن طب العيون لموظفي الأقسام المساعدة مثل: المواعيد والتقارير الطبية، والمترجمين وموظفي السكرتارية بالمستشفى.

#### برنامج الأشعة فوق الصوتية للعيون
البرنامج الوحيد المعتمد على مستوى الشرق الأوسط والمملكة والمعترف به من الهيئة السعودية للتخصصات الصحية مدة البرنامج سنة تشمل الجانب النظري والعملي.

#### ورش عمل قياس حدة الإبصار
يتم تدريب مجموعة مختارة من الممرضات عن كيفية قياس النظر للمرضى من الصغار والكبار. 

#### برنامج الترميز الطبي
اتفاقية التدريب مع الهيئة السعودية للتخصصات الصحية ومستشفى الملك خالد التخصصي للعيون لبرنامج الترميز الطبي كمبادرة وطنية لتوفير الكوادر لهذا التخصص المهم والذي يٌعد الطالب لوظيفة مبتدئة كمبرمج / محلل طبي من خلال توفير المعرفة الأساسية والفهم والمهارات المطلوبة لترميز بيانات الرعاية الصحية بدقة عالية لمدة عام واحد.
سيحصل كل من اجتاز كافة متطلبات البرنامج على درجة تصنيف فنّي ترميز طبي.

### جهود وبرامج تعليمية أخرى
تشمل جهود المستشفى التعليمية عددًا من النواحي الأخرى وهي كما يلي:
- محاضرات تعليم طبي مستمر في مجال تقنية طب العيون لموظفي العيادات والممرضات بغرض تطوير المهارات ورفع الكفاءة.
- برنامج خاص بسلامة الدواء يهدف إلى بث أهمية السلامة الدوائية واستخدام الدواء بالطريقة السليمة بين أعضاء الفريق الطبي.
- عدد من البرامج الخاصة بعلم التخدير والتي تهدف إلى تطوير المعرفة والمهارات الخاصة بالكادر الصحي من أطباء وممرضين ممن يتعاملون مع المرضى الذين تحت إجراءات التخدير.
- المساهمة في تدريب الكوادر الوطنية من خريجي الجامعات عن طريق برنامج تمهير التابع لصندوق هدف لتنمية الموارد البشرية.[4]

## قسم الأبحاث
تم إنشاء قسم الأبحاث في مستشفى الملك خالد التخصصي للعيون في عام 1983. وكانت لجنة الأخلاقيات الأبحاث التابعة له أول لجنة تمت الموافقة عليها من قبل اللجنة الوطنية السعودية لأخلاقيات الأبحاث. أصدر القسم ما مجموعه 2522 منشورًا و2145 عرضًا تقديميًا في مجلات علمية محكمة ومؤتمرات لطب العيون.
يرعى القسم أيضًا عدة مشاريع تعاونية وطنية ودولية، والتي نتج عنها أبحاث عالية الجودة، بما في ذلك براءة اختراع أمريكية. كما حقق المستشفى في عام 2015، المركز الأول على مستوى الدول العربية في عدد إجراء الأبحاث الطبية الخاصة بالعيون. كما قام قسم الأبحاث بالعديد من المبادرات النوعية على مستوى المملكة، بما في ذلك أول تجربة علاج جيني للعين، وأول برنامج بديل لشبكية العين.
كما تم مؤخراً، استحداث أول برنامج وطني للتطبيب عن بعد للعيون بالتعاون مع وزارة الصحة (اعتلال الشبكية الخداجي، 2019). وتشمل المبادرات البحثية الحديثة أيضاً العلاج بالخلايا الجذعية السطحية للعين وبرنامج للوقاية من الأمراض الوراثية العينية.".

## الخدمات الصيدلانية
يقدم قسم إدارة الخدمات الصيدلانية الخدمات العلاجية للمرضى على مدار الساعة حيث يقوم القسم بصرف وشرح الأدوية للمرضى المنومين ومرضى العيادات الخارجية والطوارئ في وقت قصير ومناسب لمرضى المستشفى.
كذلك تقدم إدارة الخدمات الصيدلية خدمة البريد الدوائي لشحن الأدوية إلى جميع مناطق المملكة. ويقدم قسم الاستشارات الدوائية للأطباء والممارسين الصحيين مما يساهم في تقليل الوصفات الخاطئة ورفع جودة الخدمة المقدمة بالإضافة إلى متابعة جميع أدوية المرضى المنومين من خلال المتابعة اليومية مع الفريق الطبي المعالج ومركز معلومات الأدوية والسموم.
وقد تم تجديد قسم المستحضرات الوريدية لتتوافق مع المعايير الدولية المتوافقة لـ ASHP 797 وإنشاء مكان مخصص للتغليف والتعبئة في الصيدلية الداخلية. وكذلك تم تنفيذ وتشغيل نظام رمز شريطي لجميع الأدوية في الصيدلية الداخلية وذلك لضمان سلامة المرضى.
كما يقدم القسم الخدمات التعليمية من خلال المشاركة في تدريب الطلاب المتدربين من مختلف الجامعات ومن مدن متعددة في المملكة وتقديم محاضرات عن الاستخدام الآمن والفعال للأدوية ومشاركة المعلومات العلمية المشتركة في تحديد المخاطر المرتبطة بالأدوية المختلفة والمشاركة في المعارض العلمية المقامة. وكذلك إعداد وتحديث المواد التعليمية للتثقيف الصحي للمرضى. كما تم استحداث برنامج الإقامة السريرية تحت مظلة الهيئة السعودية للتخصصات الطبية مما يساعد في رفع كفاءة الصيادلة العاملين والمتقدمين لهذا البرنامج.
تم تطوير قسم الخدمات الصيدلية من خلال استخدام السجل الطبي الإلكتروني واستخدام نظام صرف الأدوية الآلي وكذلك استخدام التقنية في مراقبة الأدوية وتقليل المشاكل الناتجة عن سوء الاستخدام.

## مجالات التخصص

### أقسام طب العيون
- قسم الشدفة الأمامية
- قسم الجلوكوما
- قسم الباطنية
- قسم أعصاب العين
- قسم الجراحات التقويمية للعين والحجاج
- قسم طب عيون الأطفال وعلاج الحول
- قسم التهابات العنبية
- قسم الشبكية والجسم الزجاجي

### الأقسام الطبية الأخرى
- قسم التخدير
- قسم التنسيق الطبي وأهلية العلاج
- قسم علم الأمراض
- قسم الأبحاث
- أقسام رعاية المرضى
- الصيدلية
- المختبر
- قسم الطوارئ
- قسم البصريات
- بنك العيون
- قسم التثقيف الصحي
- الخدمات الاجتماعية
- خدمات التغذية
- خدمات المرضى المنومين
- قسم التصوير التشخيصي
- قسم التصوير العيني[4]